# Stan Godrie
Stan Godrie, né le 9 janvier 1993 à Bréda, est un coureur cycliste néerlandais. 

## Biographie

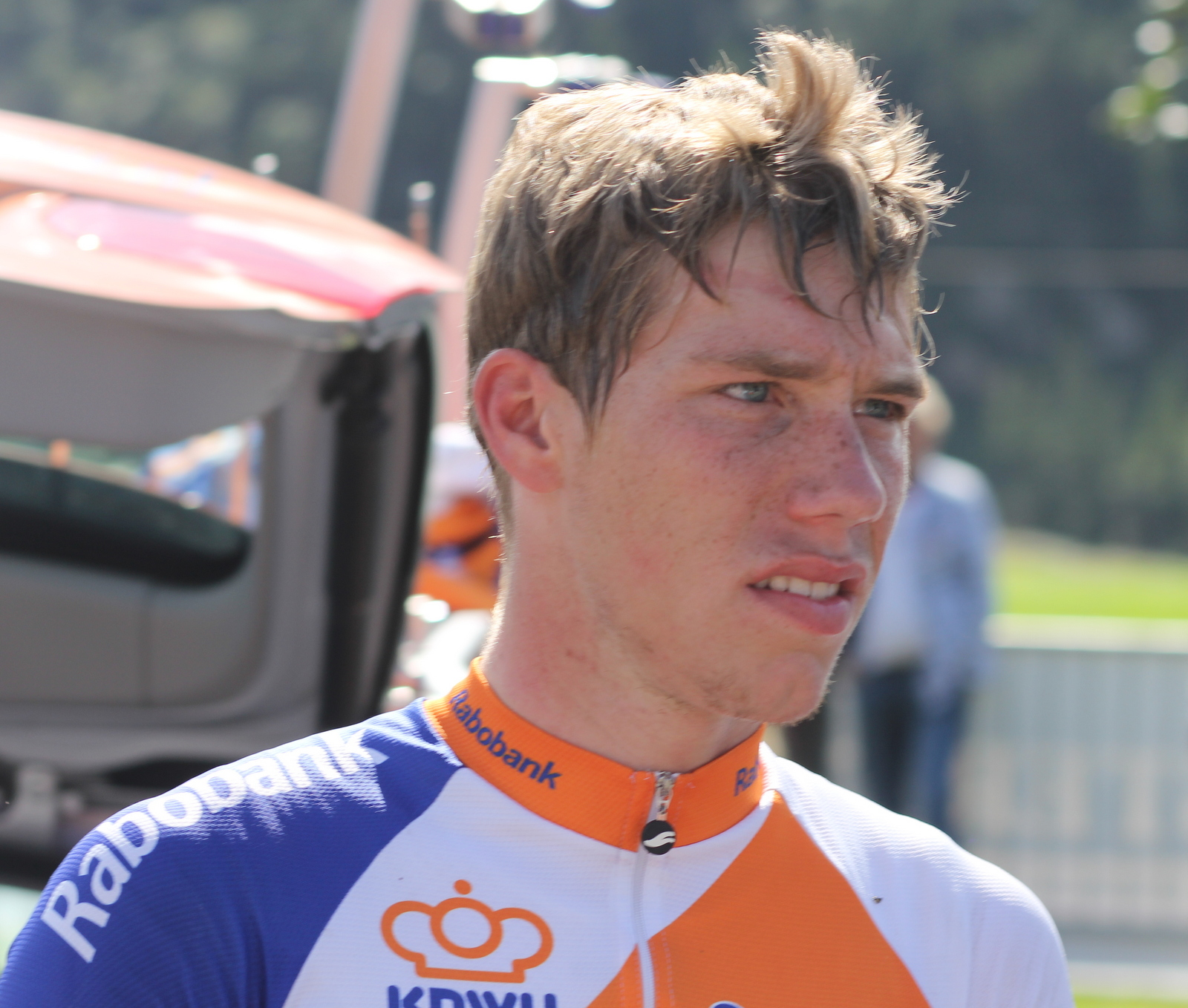
Stan Godrie lors du Tour des Fjords 2013.

En janvier 2015, il est médaillé de bronze du championnat du monde de cyclo-cross espoirs.

## Palmarès sur route

### Palmarès par années
- 2011
  -  Champion des Pays-Bas sur route juniors
  - 3e du Grand Prix du Danemark
  - 9e du championnat du monde sur route juniors
- 2014
  - 4e étape du Kreiz Breizh Elites
- 2015
  -  Champion des Pays-Bas sur route espoirs
  - 2e de la Flèche du port d'Anvers
  - 2e du Kernen Omloop Echt-Susteren
  - 3e du Grand Prix de la ville de Pérenchies

Podiums
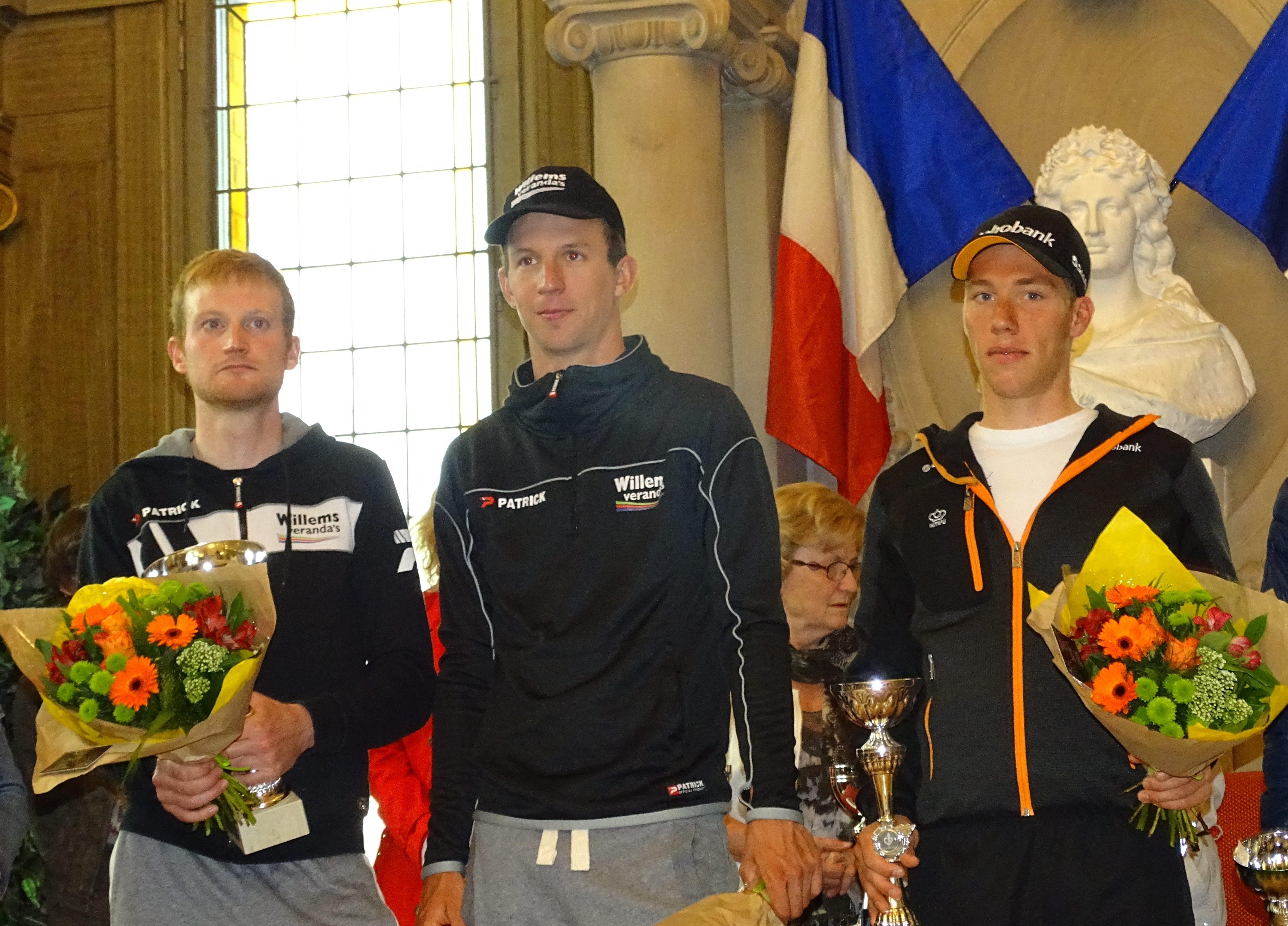
Podium de l'édition 2015 du Grand Prix de la ville de Pérenchies : Joeri Calleeuw (2e), Dimitri Claeys (1er) et Stan Godrie (3e).
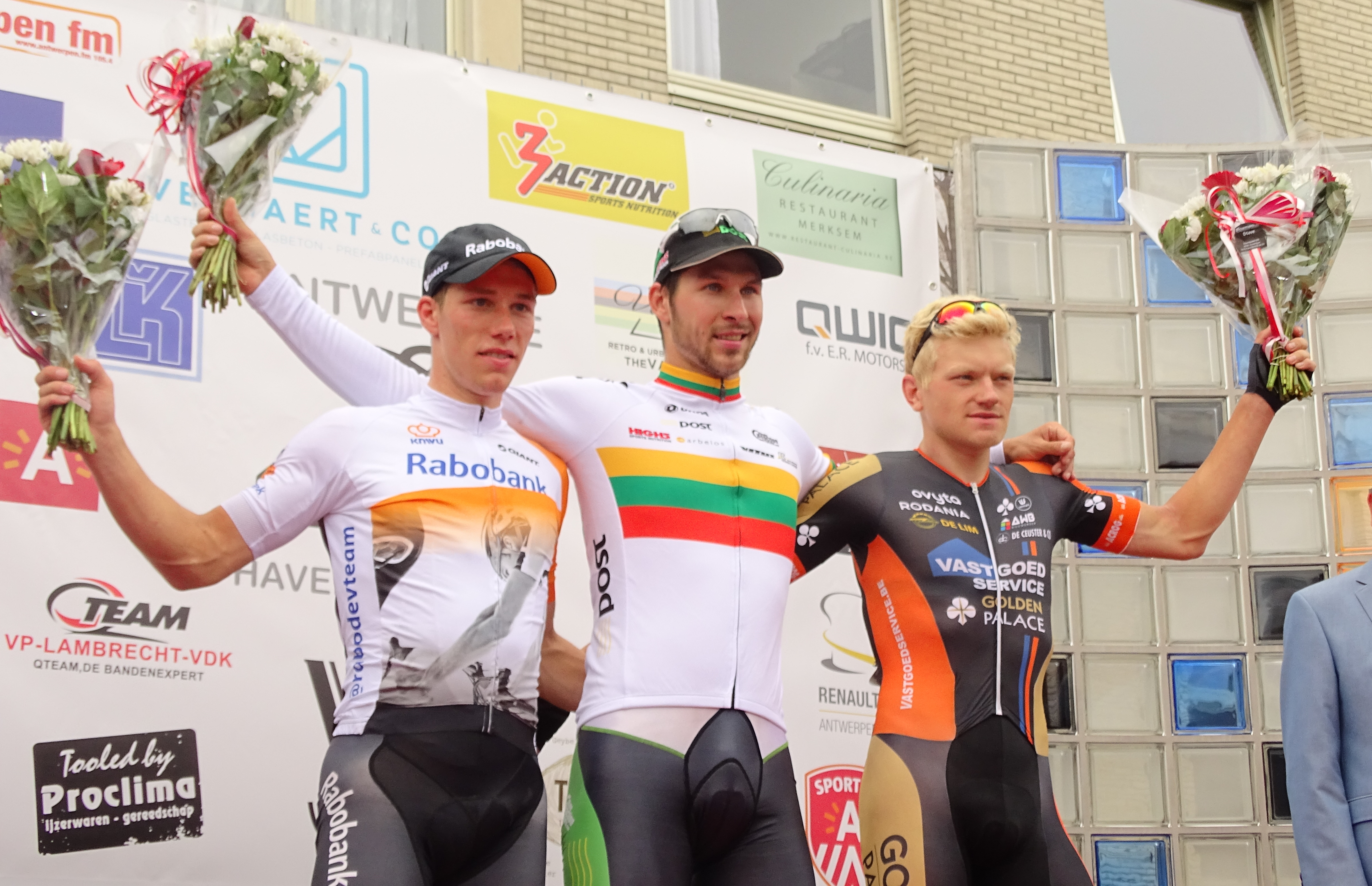
Podium de l'édition 2015 de la Flèche du port d'Anvers : Stan Godrie (2e), Aidis Kruopis (1er) et Gerry Druyts (3e).

### Classements mondiaux
| Année                                 | 2012 | 2013 | 2014 | 2015 | 2016 | 2017 | 2018  |
| ------------------------------------- | ---- | ---- | ---- | ---- | ---- | ---- | ----- |
| Classement mondial                    |      |      |      |      | 881e | nc   | 2809e |
| UCI Europe Tour                       | 478e | 931e | 844e | 196e | 562e | nc   | 1857e |
|                                       |      |      |      |      |      |      |       |
| Légende : nc = non classéSource : UCI |      |      |      |      |      |      |       |

## Palmarès en cyclo-cross
- 2010-2011
  - Superprestige juniors #3, Hamme-Zogge
  - 2e du championnat des Pays-Bas de cyclo-cross juniors
- 2011-2012
  - Superprestige espoirs #8, Middelkerke
  -  Médaillé de bronze du championnat d'Europe de cyclo-cross espoirs
  - 3e du championnat des Pays-Bas de cyclo-cross espoirs
  - 6e de la Coupe du monde espoirs
- 2014-2015
  -  Champion des Pays-Bas de cyclo-cross espoirs
  - Gran Premio Mamma E Papa Guerciotti AM, Milan
  -  Médaillé de bronze du championnat du monde de cyclo-cross espoirs
- 2016-2017
  - XL Ziklo Kross Igorre, Igorre
- 2023-2024
  - GGEW Grand Prix, Bensheim